# Gaetano Arfé

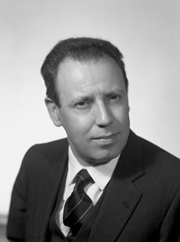
Gaetano Arfé

Gaetano Arfé (Somma Vesuviana, 12 november 1925 - Napels, 13 september 2007) was een Italiaans politicus, historicus en journalist. Van 1966 tot 1976 publiceerde hij Avanti!, de officiële krant van de Socialistische Partij van Italië, die hij van 1979 tot 1984 vertegenwoordigde in het Europees Parlement.
Gaetano Arfé overleed op 81-jarige leeftijd op 13 september 2007.
- Biblioteca Nacional de España: XX1191613
- Bibliothèque nationale de France: cb12033711c (data)
- Catàleg d'autoritats de noms i títols de Catalunya: 981058517507706706
- CiNii: DA0693633X
- Gemeinsame Normdatei: 128615540
- International Standard Name Identifier: 0000 0001 1473 8151
- Library of Congress Control Number: n79049618
- Nationale Bibliotheek van Tsjechië: xx0319197
- Nationale Bibliotheek van Israël: 987007278215305171
- Nederlandse Thesaurus van Auteursnamen: 068386001
- Istituto Centrale per il Catalogo Unico: CFIV013884
- Système universitaire de documentation: 028516877
- Virtual International Authority File: 64021686
- WorldCat: E39PBJhxrbp6xBK3Kx7kccj6Kd